# 乳保神社
乳保神社（ちちほじんじゃ）は、徳島県板野郡上板町に鎮座する神社。国の天然記念物に指定されている乳保神社のイチョウで知られている。

## 歴史
創建年は不詳。元々は樫山神社と呼ばれていたが寛政年間（1789年-1801年）に境内にある国の天然記念物に指定されている乳保神社のイチョウにちなんで乳保神社と改称した。また一説によれば承久の乱でこの地に流された鳥羽皇子なる人物の御子の乳母を祭ったともいわれている。
1868年（明治元年）に社殿を造営。その後、1990年（平成2年）に再び社殿が新しく建築された。

## 祭神
- 木花咲屋姫命

## 交通
- 高松自動車道「土成インターチェンジ」より車で約15分。
- JR「牛島駅」より車で約10分。